# Jim O'Rourke
Jim O'Rourke (18 de gener de 1969, Chicago, Illinois) és un músic i productor musical.
Estigué relacionat amb l'escena de música experimental i la improvisació a Chicago. Al voltant del 2000 es va traslladar a Nova York abans de passar a Tòquio (Japó), on resideix actualment.

## Biografia
Ha publicat àlbums de jazz, noise, l'electrònica i rock. O'Rourke ha col·laborat amb Thurston Moore, Derek Bailey, Mats Gustafsson, Mayo Thompson, Loren Mazzacane Connors, Merzbow, Nurse With Wound, Phill Niblock, Fennesz, Organum, Henry Kaiser, Flying Saucer Attack, i el 2006 mesclant l'àlbum Ys de Joanna Newsom. El 2009 també mesclà diverses pistes de Newsom Have One On Me.
Ha produït discos d'artistes com Sonic Youth, Wilco, Stereolab, Superchunk, Kahimi Karie, Quruli, John Fahey, Smog, Faust, Tony Conrad, The Red Krayola, Bobby Conn, Beth Orton, Joanna Newsom i U.S. Maple. El 2004 mesclà i coproduí l'àlbum de Wilco A Ghost Is Born, per la qual guanyaren un premi Grammy en la categoria de "Millor àlbum alternatiu". Durant l'enregistrament de Yankee Hotel Foxtrot, O'Rourke col·laborà amb els membres de Wilco Jeff Tweedy i Glenn Kotche sota el nom de Loose Fur. El seu disc de debut, “Loose Fur”, fou publicat en 2003 amb un nou disc el 2006 titulat Born Again in the USA (nascut altre cop als EUA).

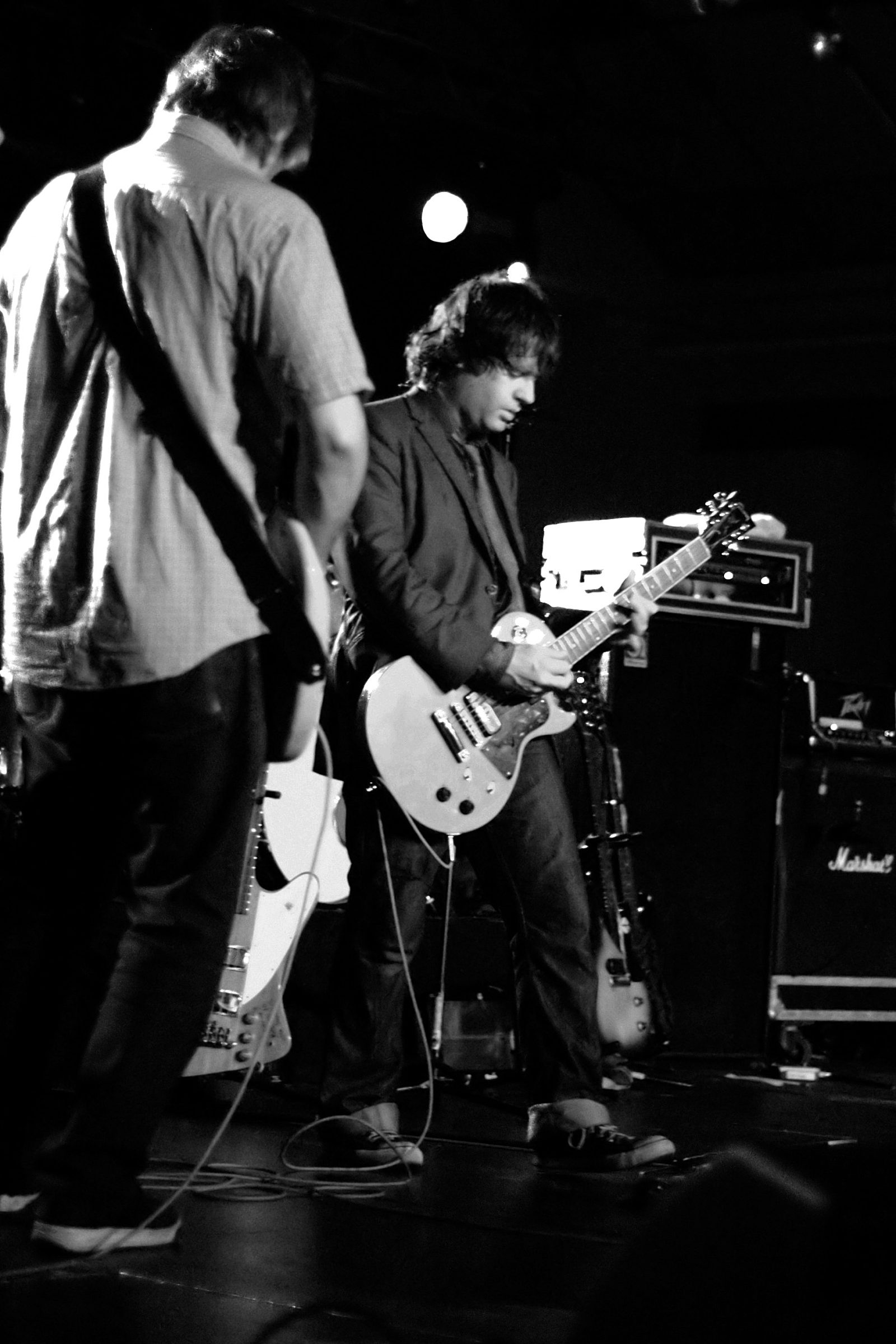
O'Rourke actuant amb Sonic Youth el 2005 a Estocolm.

O'Rourke fou membre de Illusion of Safety, Gastr Del Sol i Sonic Youth. A partir de 1999, tocava el baix elèctric, guitarra i sintetitzador amb Sonic Youth, a més d'intervenir en la gravació i mescla del grup. Es va retirar com a membre de ple dret a finals del 2005, però segueix interpretant amb ells en alguns dels seus projectes laterals.
O'Rourke ha publicat molts àlbums sota el seu propi nom, incloent Bad Timing, Eureka, Insignificance, The Visitor, entre d'altres. Aquests discs tenen noms de pel·lícules del director britànic Nicolas Roegen, a excepció de The Visitor.

## Obres en pel·lícules
- Va exercir com a assessor musical per a la pel·lícula de 2003,School of Rock.
- La cançó "Happy Days" va ser inclosa en la pel·lícula de Harmony Korine, Julien Donkey-Boy.[2]
- Feu la banda sonora de la pel·lícula de 2002 Love Liza, dirigida per Todd Louis.[3]
- Els seus primers tres àlbums de llarga durada per Drag City porten el nom de tres pel·lícules successives del director Nicolas Roeg: Bad Timing, Eureka, i Insignificance. El seu quart àlbum de la Ciutat d'Arrossegament, El Visitant, és el nom d'un àlbum que apareix en L'home Roegen que va caure a la Terra, gravat pel protagonista de la pel·lícula Newton Thomas Jerome.
- Va anotar tres hores llargues Koji Wakamatsu la pel·lícula de les de l'Exèrcit Roig el 2007 [2].

## Discografia en solitari
- The Visitor (Drag City, 2009) Dedicated to Derek Bailey.
- Corona / Tokyo Realization (Columbia Music Entertainment, 2006) edició exclusiva del Japó. Dedicada a Tōru Takemitsu.
- Mizu No Nai Umi (vector7/ HEADZ54 2005)
- I'm Happy and I'm Singing and a 1, 2, 3, 4 (Mego, 2001)
- Insignificance (Drag City, 2001)
- Halfway to a Threeway EP (Drag City, 1999)
- Eureka (Drag City, 1999)
- Bad Timing (Drag City, 1997)
- Happy Days (Revenant Records, 1997)
- Terminal Pharmacy (Tzadik Records, 1995)
- Rules of Reduction (Metamkine 1993)
- Remove the Need (Extreme Records 1993)
- Scend (Divided Records, 1992)
- Disengage (Staalplaat, 1992)
- Tamper (Extreme Records, 1991)
- The Ground Below Above Our Heads (Entenpfuhl, 1991)
- Secure on the Loose Rim (Sound of Pig, 1991).
- Some Kind of Pagan (Sound of Pig, 1989).